# Hypsiboas curupi
La rana trepadora curupí (Hypsiboas curupi) es una especie de anfibio de la familia Hylidae. Es un taxón endémico de las selvas de la Mata atlántica del este de Sudamérica. Fue confundida largo tiempo con otra especie similar: Hypsiboas semiguttatus, hasta que en el año 2007 se la describió como una nueva especie. Esta especie pertenece al grupo Hypsiboas pulchellus.

## Distribución
Se la ha citado en la provincia de Misiones del noreste de la Argentina, y en Caazapá e Itapúa en el este de Paraguay. Es factible que también habite en áreas cercanas del sudeste del Brasil, en los estados de: Santa Catarina, Río Grande del Sur, y especialmente en el de Paraná.

## Hábitat
Su hábitat natural es la selva de la Mata Atlántica de Misiones, o selva misionera, a altitudes entre los 300 a los 700 m s. n. m., tanto en las selvas de llanura donde dominan las lauráceas y el Guatambú, como las frescas selvas serranas del este provincial, con dominancia del pino paraná, una conífera de gran porte. El patrón de dispersión parece estar relacionado con las cuencas de los ríos Paraná y Uruguay.

## Costumbres
Es poco lo que se sabe de esta especie; posiblemente se alimenta de insectos.

## Reproducción
Los machos suelen poseer cicatrices en el dorso, causadas por espinas usadas en los combates territoriales macho-macho. Su llamada consta de notas simples y largas pausas; cuando se encuentran en alta densidad, finalmente forman un coro. Cantan desde el atardecer, entre diciembre y febrero. Lo hacen parcialmente sumergidos entre la vegetación de los bordes o remansos de corrientes superficiales y arroyos de aguas claras que discurren entre densas selvas. La postura es de 263 huevos pegados por sus cápsulas de gelatina individuales. Los huevos tienen un polo pigmentado.

## Conservación

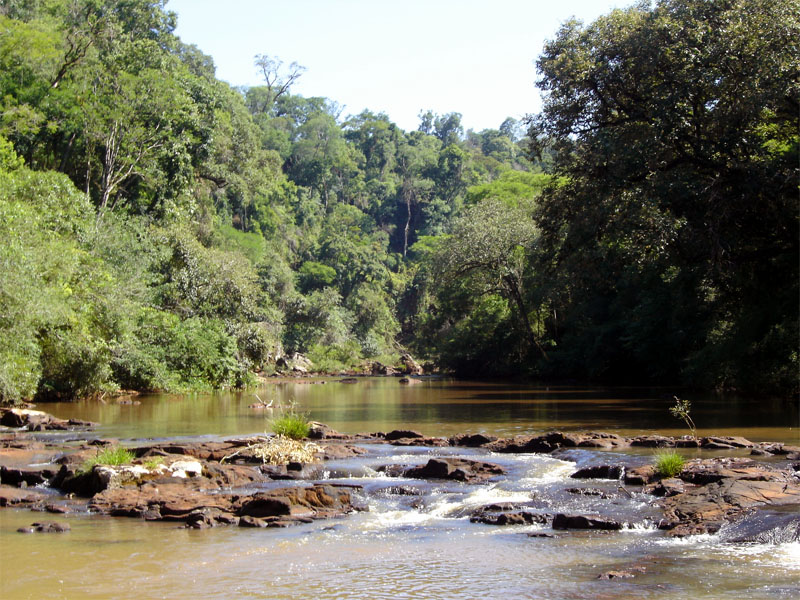
Selva misionera, el ecosistema en que habita esta especie.

Las principales amenazas están relacionadas con la pérdida de hábitat debido a la tala intensiva para la agricultura, las forestaciones, el pastoreo para la ganadería, la extracción de madera, los incendios, y los asentamientos humanos. Igualmente es una especie abundante, por ello IUCN lo categoriza como de «Preocupación menor».

## Publicación original
- García, Faivovich & Haddad, 2007 : Redescription of Hypsiboas semiguttatus, with the Description of a New Species of the Hypsiboas pulchellus Group. Copeia, vol. 2007, n. 4, pág. 933-949.

## Etimología
El nombre específico curupi deriva del término que designa a una criatura mitológica del noreste argentino: el Curupí o Curí-pirá, del cual se dice que vive en la selva y protege a sus habitantes naturales.